# Marcella Olschki
Marcella Olschki (Firenze, 23 giugno 1921 – Firenze, 29 aprile 2001) è stata una scrittrice e giornalista italiana, nipote di Leo S. Olschki, fondatore, nel 1886 della omonima Casa Editrice.

## Biografia
Figlia di Aldo e Rita Roster (nipote di Giorgio Roster), studiò a Roma e a Firenze e si laureò in giurisprudenza. Lavorò in radio come redattrice e annunciatrice.
Passò le vacanze d'infanzia a Procchio, sull'isola d'Elba, assieme ai genitori. Si trasferì negli USA dal 1946 al 1948 per il suo matrimonio con uno statunitense. Collaborò al giornale La Nazione e al Giornale di Brescia e, a Firenze, si dedicò alla creazione di oggetti di bigiotteria.
Scrisse due libri autobiografici, Oh America e Terza liceo 1939, per il quale ricevette il Premio Bagutta Opera Prima 1954 nel 1956. In questo secondo libro descrive la sua vita scolastica nella terza liceo che frequentava presso il Liceo Ginnasio Dante di Firenze, durante gli anni del fascismo. La prefazione del libro fu scritta da Piero Calamandrei, di cui la Olschki era stata allieva alla facoltà di giurisprudenza dell'università di Firenze.

## Pubblicazioni
- Marcella Olschki, Terza Liceo 1939, prefazione di Piero Calamandrei, stampato nello Stabilimento Tipografico Società Editrice “Cremona Nuova”, Cremona, il 20 ottobre 1954 (Milano-Roma Edizioni Avanti! 1954)
- Marcella Olschki, Oh America, Sellerio Editore Palermo, EAN 9788838912924